# جنگل
رازور

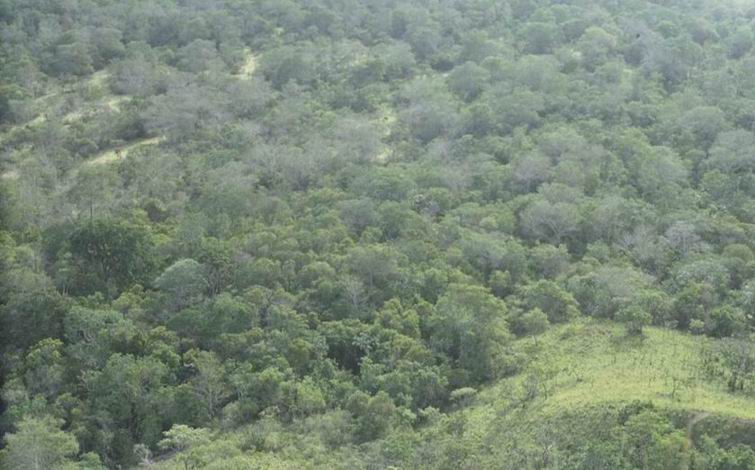
جنگل آمازون در برزیل

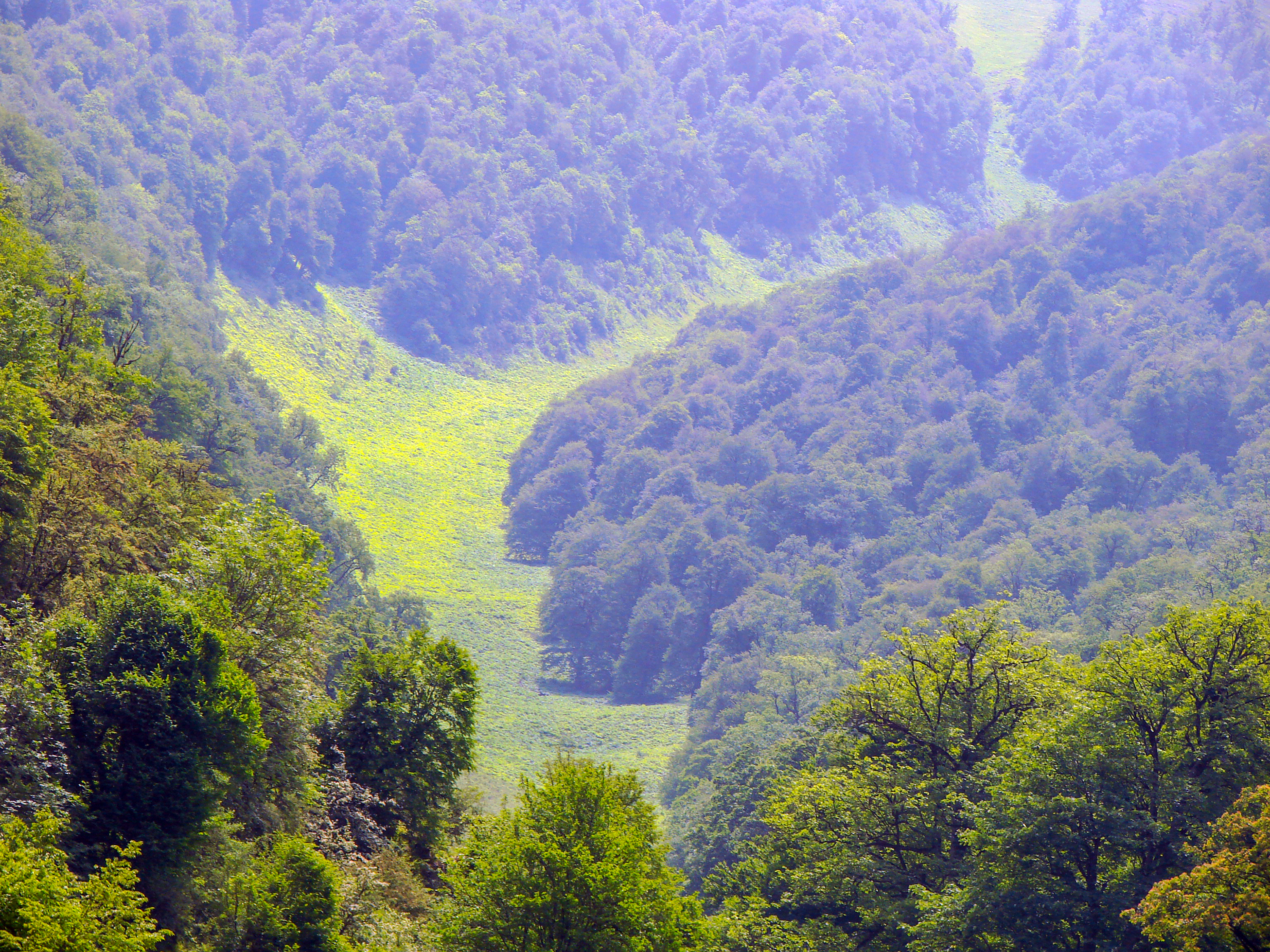
جنگل حوالی منطقه نمک آبرود ایران

رازور Razūr  پهنه‌ای که با درخت‌های انبوه پوشیده باشد، به بخش کوچکی از رازور جنگل گویند. در جنگل طبیعی معمولاً درختان کوچک و بزرگ و تنومند به‌طور نامنظم و همچنین علف‌های خودرو فراوانند. جنگل مجموعه‌ای از درختان، درختچه‌ها، پوشش گیاهی، جانوران و میکروارگانیسم‌ها (قارچ‌ها، باکتری‌ها و ویروس‌ها) است که به همراه عوامل طبیعی غیرحیاتی مانند خاک، آب، دما، باد و … محیط و رویشگاه و زیستگاه مشخص و معلومی را به وجود آورده‌اند. در ادبیات فارسی، به جنگل کوچک بیشه گفته می‌شود.
جنگل‌ها زیستگاه‌های مهم جهان هستند که حدود یک سوم سطح خشکی‌های زمین را شامل می‌شوند.
در حدود ۴۲۰ میلیون سال پیش در طی دوران سیلورین، گیاهان کهن و بندپایان باستانی شروع به انتشار در کره زمین کردند و طی میلیون‌ها سال با زیستگاه‌های گوناگون جهان سازگاری یافتند. در اولین جنگل‌ها، دم اسبیان عظیم‌الجثه، خزه‌های غول‌پیکر و سرخس‌هایی با ارتفاع بیش از ۱۲ متر غلبه یافته‌بودند. حیات روی کره زمین به تکامل خود ادامه داد و در پایان پالئوزوئیک، بازدانگان پدید آمدند. تا دوره تریاسیک (۲۰۸–۲۴۵ میلیون سال پیش) بازدانگان قسمت اعظم جنگل‌های زمین را اشغال کردند. در دوره کرتاسه (۶۵–۱۴۴ میلیون سال پیش) اولین نهاندانگان (گیاهان گلدار) ظاهر شدند. آن‌ها با حشرات، پرندگان و پستانداران، تکامل توأم یافتند و به سرعت انتشار یافتند، به‌طوری‌که تا پایان دوره کرتاسه بیشتر چشم‌اندازهای زمین را پوشاندند. چشم‌انداز زمین طی عصرهای یخبندان پلئیستوسن مجدداً تغییر یافت، سطح کره زمین که طی میلیون‌ها سال عمدتاً توسط جنگل‌های گرمسیری پوشیده شده‌بود، تغییر کرد و جنگل‌های معتدله در نیمکره شمالی گسترش یافتند.
جنگل‌ها در آیین‌ها و رسوم سنتی، تکریم و تقدیس می‌شدند و در ادیان باستانی مورد پرستش قرار می‌گرفتند، ولی متأسفانه امروزه عمده‌ترین قربانیان تمدن بشری و صنعتی‌شدن، هستند و همان‌طور که جمعیت انسان طی چند هزار سال گذشته افزایش یافته‌است جنگل زدایی و آلودگی جنگل‌ها با روندی سریع پیش رفته‌است.
جنگل‌ها در تمام نواحی زمین که قابلیت رشد درخت در آن‌ها وجود دارد و از نظر ارتفاع در زیر خط درخت قرار دارند یافت می‌شوند، مگر اینکه بارش باران در آنجا کم بوده، یا تناوب آتش‌سوزی‌های طبیعی زیاد باشد. جنگل‌ها عمدتاً شامل تعداد زیادی از گونه‌های درختان با ارتفاع مختلف می‌باشند، و در کنار این‌ها درختچه‌ها و درختان جوان رشد می‌کنند، که سبب استفاده بهینه از نور آفتاب می‌شود. یک جنگل به شکل طبیعی اش، محل زندگی بسیاری از جانوران و گونه‌های گیاهی می‌باشد، و زیست توده آن در هر واحد سطح، در مقایسه با بیشتر زیست‌بوم‌ها زیادتر می‌باشد.
از دیدگاه بوم‌شناختی، ممکن است یک جنگل از یک درختزار متمایز باشد. جنگل کم‌وبیش، تاج‌پوشی متراکم دارد، و شاخ و برگ درختان به هم می‌رسند یا این که درهم تنیده می‌شوند؛ یک درختزار عمدتاً تاج‌پوش (سایبان) بازی دارد، که مقداری نور خورشید از بین درختان نفوذ می‌کند.
بیشتر از تمام مناطق دنیا جنگل‌های برگ ریز معتدل بر اثر فعالیت‌های انسان تحت تأثیر قرار گرفته‌اند. در اکثر مناطق معتدل، نواحی گسترده‌ای از جنگل‌ها برای احداث راه‌های کشاورزی از بین رفته‌اند. این فرایند چندین سده پیش در اروپا آغاز شد و سبب برجای باقی‌ماندن تعداد کمی از جنگل‌های خالی از سکنه شد. در شرق آمریکای شمالی، جنگل‌زدایی با ورود مهاجران اروپایی آغاز شد اما هنوز به وسعت آنچه در اروپا رخ داده، نرسیده‌است.
انسان آغازین تنها در پناه جنگل توانست به حیات و تولید نسل خود ادامه دهد، او نیازمندی‌های روزانه خود را از جنگل به دست می‌آورد. بدین‌سان احترام به درختان و احساس دوستی نسبت به آن‌ها پدیده‌ای است که منشأ بسیار دیرین در پندار انسان‌ها دارد و افسانه‌های کهن اقوام و ملل مختلف جهان، سرشار از اساطیر گیاهی است.

## بن‌واژه
واژهٔ جنگل از زبان سانسکریت و واژهٔ «جنگالا» (سانسکریت: जङ्गल)، به معنی زمین‌های کشت‌نشده سرچشمه می‌گیرد. اگرچه کلمهٔ سانسکریت اشاره به زمین خشک (بایر) دارد، به باور یک تفسیر انگلیسی-هندی مفهوم این واژه به معنی انبوه و یک "بیشهٔ درهم" پیچیده نزدیک به "tangled thicket" در انگلیسی مرتبط است. درحالی‌که دیگران هم استدلال کرده‌اند که یک واژهٔ هم‌ریشه در زبان اردو به جنگل اشاره دارد. این اصطلاح در بسیاری از زبان‌ها از شبه قارهٔ هند، و فلات ایران، جایی که معمولاً برای اشاره به جایی که رشد گیاه جایگزین جنگل‌های بسیار کهن شده یا به پوشش گیاهی گرمسیری که مناطق به حال خود رهاشده را پوشش می‌دهند.

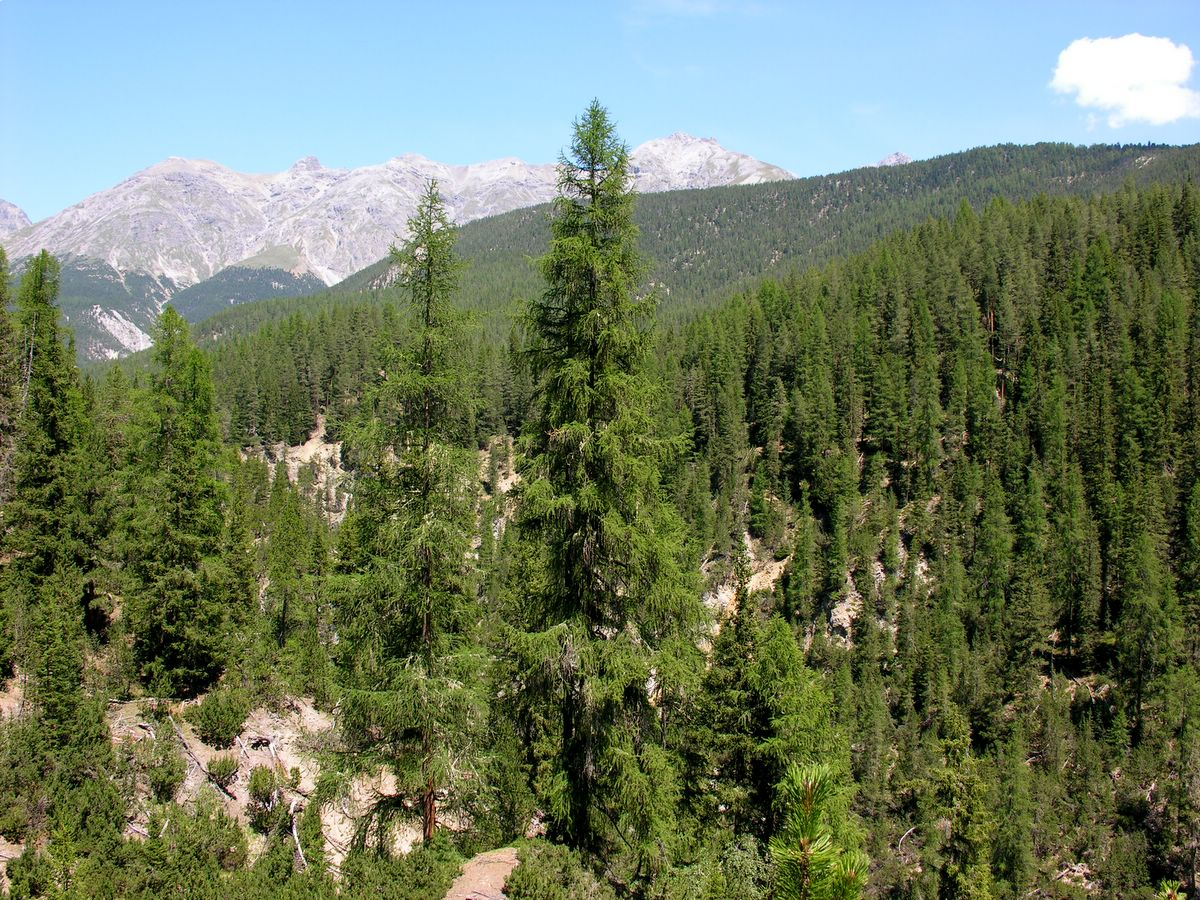
جنگل کوه‌های آلپ در سوئیس

## طبقه‌بندی
جنگل منطقه وسیعی پوشیده از درختان، درختچه‌ها و گونه‌های علفی است که همراه با جانوران وحشی نوعی هم‌زیستی گیاهی و جانوری را تشکیل داده و تحت تأثیر عوامل اقلیمی و خاکی قادر است تعادل طبیعی خود را حفظ کند.
حداقل سطحی که برای تشکیل جنگل از نظر علمی لازم است بسته به نوع گونه درختی، شرایط محیطی و غیره تغییر می‌کند. این مساحت در شرایط معمولی حداقل ۳ هکتار (۳۰ هزار متر مربع) است. واژه جنگل از زبان سانسکریت است و از راه فارسی به اکثر زبان‌های اروپائی نیز وارد شده‌است و معنای جنگل طبیعی و بکر را می‌دهد.

### طبقه‌بندی از نظر پیدایش
جنگل بسته به نوع پیدایش آن و خصوصیات ساختاری به جنگل بکر، جنگل طبیعی، جنگل مصنوعی یا جنگل دست‌کاشت طبقه‌بندی می‌شود.

#### جنگل بکر
جنگل بکر یا دست‌نخورده، جنگلی است که بدون دخالت انسان به‌وجود آمده‌است و ترکیب گونه‌های درختی و درختچه‌ای و علفی آن طوری است که وضعیت کاملاً طبیعی را نشان می‌دهد. چوب و سایر فراورده‌های آن در همان سیستم طبیعی تجزیه شده و به خود جنگل برمی‌گردد. به‌عبارت دیگر از جنگل بکر هیچ‌گونه موادی (زنده یا غیرزنده) به خارج از آن حمل نمی‌شود.
رویش چوبی جنگل‌های بکر که به حالت تعادل رسیده باشند عملاً صفر است، یعنی همان‌قدر که چوب و دیگر موادآلی تولید می‌شود، همان‌قدر هم تجزیه می‌شود یا می‌پوسد، به عبارت دیگر چرخه رفت و برگشت مواد در یک جنگل بکر چرخ‌های بسته‌است.
در جنگل بکر بین تولیدکنندگان (گیاهان)، مصرف‌کنندگان (جانوران) و تجزیه‌کنندگان (جانوران ریز) یک اشتراک حیاتی متقابل و پایدار برقرار است. جنگل‌های بکر از تنوع زیستی بالایی برخوردارند و دارای اطلاعات ژنتیکی ارزشمندی هستند که تا به امروز بسیاری کشف نشده‌است. امروز ارزش جنگل‌های بکر بسیار زیاد است هر چند که متأسفانه روند تخریب کمی و کیفی آن‌ها در دنیا رو به افزایش است.
امروزه سعی بر این است که جنگل‌های بکر برجای مانده بر روی کره زمین را حفظ و از آن‌ها به‌عنوان ذخیره‌گاه‌های اطلاعات ژنتیکی و تنوع زیستی استفاده شود. امروزه تبدیل جنگل‌های بکر به جنگل‌های صنعتی قابل توجیه نیست و نگهداری آن‌ها حتی از نظر اقتصادی نیز توجیه‌پذیر است.

#### جنگل طبیعی
جنگل طبیعی، جنگلی است که بدون دخالت انسان به‌وجود آمده‌است ولی انسان به‌طور مستقیم یا غیرمستقیم در آن دخالت (بهره‌برداری) کرده‌است.
جنگل‌های بکر، دست‌خورده و بهره‌برداری شده تبدیل به جنگل‌های طبیعی می‌شوند. به‌عبارت دیگر جنگل‌های طبیعی، جنگل‌های بکر دست خورده هستند. ترکیب درختان و سن آن‌ها و تنوع گونه‌های گیاهی و جانوری در یک جنگل طبیعی با جنگل بکر متفاوت است و عموماً جنگل طبیعی از نظر زیست‌محیطی فقیرتر از جنگل بکر است. با وجود این جنگل‌های طبیعی می‌توانند چشم‌اندازهای طبیعی هر منطقه را حفظ کرده و در بیشتر موارد از جنگل‌های مصنوعی یا دست کاشت غنی تر و پایدارتر باشند.
جنگل‌های مصنوعی یا دست کاشت یا جنگل انسان‌ساخت جنگلی است که به دست انسان و با هدف مشخصی ایجاد شده‌است و هدف از ایجاد آن تولید چوب، ایجاد مناظر طبیعی، حفظ آب و خاک، ایجاد مناطق تفریحی و تفرجی و غیره‌است.

#### جنگل مصنوعی
جنگل مصنوعی معمولاً به صورت نهال‌کاری (درختکاری) به وجود می‌آید، هرچند این جنگل‌ها را می‌توان با کاشت بذر نیز به‌وجود آورد. تجربه شده‌است جنگل‌های مصنوعی که با این روش به‌وجود آمده‌اند پایدار و نزدیک‌تر به جنگل‌های طبیعی هستند. جنگل‌های مصنوعی که با همه ایجاد شده، قلمستان نامیده‌می‌شود (مثل قلمستان‌های صنوبر در بسیاری از نقاط ایران). البته باید متذکر شد که قلمستان‌ها در اکثر نقاط دنیا از نظر حقوقی جزء جنگل‌ها محسوب نمی‌شوند. امروزه ایجاد جنگل‌های مصنوعی در دنیا از اهمیت بالایی برخوردار است چرا که به افزایش نیاز چوبی در جهان پاسخ می‌دهد.
چنانچه جنگل‌هایی در زمین‌های زراعی و بایر با هدف تولید چوب با استفاده از روش‌های پیشرفته کشاورزی از قبیل شخم زمین، کود دادن و غیره ایجاد شده باشد به آن زراعت چوب گفته می‌شود. حجم زراعت چوب در زمین‌های غیرجنگلی در تمام دنیا در حال افزایش است. علاوه بر سه نوع جنگلی که تعریف آن ذکر شد در ایران از اصطلاح بیشه هم استفاده‌می‌شود. ما بیشه را معمولاً برای پوشش گیاهی به‌کار می‌بریم که اطراف رودخانه و شیار دره‌ها در مناطق خشک ظاهر می‌شوند. این واژه به تجمع درختچه‌ها و نیزارها نیز گفته می‌شود.

### طبقه‌بندی از نظر اقلیم
به‌طور کلی جنگل به بیوم‌هایی گفته می‌شود که درختان و دیگر گیاهان چوبی در آن‌ها غالب هستند. جنگل‌ها بر اساس خصوصیات گوناگونی دسته‌بندی شده‌اند. بر حسب عرض جغرافیایی، جنگل‌ها را به سه نوع یا تیپ عمده دسته‌بندی می‌کنند که هر یک از این انواع، خود به گروه‌های کوچکتری تقسیم می‌گردند. این سه نوع جنگل بر اساس طبقه‌بندی بر حسب عرض جغرافیایی عبارتند از: جنگل‌های حاره‌ای یا گرمسیری، جنگل‌های معتدله، جنگل‌های شمالی یا تایگا.

#### جنگل‌های معتدله
جنگل‌های معتدله در شرق آمریکای شمالی، شمال شرقی آسیا و غرب و مرکز اروپا به چشم می‌خورند. فصل‌های مشخص با یک زمستان مشخص، خصوصیت این جنگل‌ها هستند. آب و هوای این جنگل‌ها معتدل است و یک فصل رویش ۲۰۰–۱۴۰ روزه در آن‌ها وجود دارد. دما از ۳۰- درجه تا ۳۰ درجه سانتی گراد متغیر است و میزان بارندگی سالیانه ۱۵۰۰–۷۵۰ میلی‌متر می‌باشد. خاک این جنگل‌ها حاصلخیز است و به وسیله تجزیه بقایای گیاهی و جانوری، غنی شده‌است. چتر یا سایه بان جنگل‌های معتدله تراکم متوسط دارد و به نور خورشید اجازه نفوذ می‌دهد و در نتیجه، در طبقه زیرین این جنگل‌ها پوشش گیاهی متنوع، غنی و بسیار توسعه‌یافته‌ای می‌روید و جانوران در طبقات مختلف این جنگل‌ها زندگی می‌کنند. پوشش گیاهی جنگل‌های معتدله با ۴–۳ گونه درختی در هر کیلومتر مربع مشخص می‌شود. خصوصیت درختان این جنگل‌ها برگ‌های پهنشان است که هر ساله می‌ریزد. گونه‌هایی از بلوط، گردو، شوکران، راش، لاله درختی، صنوبر، نارون، افرا، بید و انواع گیاهان علفی که در بهار گل می‌دهند از جمله گیاهان این جنگل‌ها هستند. پوشش جانوری این جنگل‌ها با خرگوش‌ها، سنجاب‌ها، انواع راسوها، پرندگان، گوزن، شیرکوهی، گرگ جنگلی، روباه، خرس سیاه و انواعی از گربه‌های وحشی مشخص می‌شود.
جنگل‌های معتدله در یک طبقه‌بندی کوچک‌تر، برحسب توزیع فصل بارندگی شان، به جنگل‌های مرطوب پهن‌برگ همیشه سبز و مخروطیان، جنگل‌های خشک مخروطیان، جنگل‌های مدیترانه‌ای، جنگل‌های معتدل مخروطیان و جنگل‌های بارانی پهن برگ معتدل تقسیم می‌گردند.
در حال حاضر، جنگل‌های معتدله فقط در نواحی پراکنده و اندکی در جهان باقی مانده‌اند.

#### جنگل‌های جنب قطبی یا تایگا
جنگل‌های شمالی یا تایگا بزرگ‌ترین بیوم خشکی هستند. این جنگل‌ها در بین عرض‌های جغرافیایی ۵۰ و ۶۰ درجه شمالی در کمربندی پهن در اوراسیا (اروپا و آسیا) و آمریکای شمالی یافت می‌شوند: دو سوم در سیبری و بقیه در اسکاندیناوی، آلاسکا و کانادا. فصل‌ها در جنگل‌های شمالی به تابستان‌های نسبتاً گرم، مرطوب و کوتاه و زمستان‌های خشک، سرد و طولانی تقسیم شده‌اند. طول فصل رویش در این جنگل‌ها ۱۳۰ روز است.
در جنگل‌های شمالی یا تایگا، دماها بسیار پایین هستند. بارندگی عمدتاً به صورت برف است و به ۱۰۰۰–۴۰۰ میلی‌متر در سال می‌رسد. خاک دارای ضخامت اندک، فقیر از مواد غذایی و اسیدی است. سایه بان یا چتر این جنگل‌ها به شکلی است که نور اندکی اجازه نفوذ پیدا می‌کند و در نتیجه، طبقه زیرین محدود شده و فقیر است.
پوشش گیاهی جنگل‌های شمالی عمدتاً شامل مخروطیان همیشه‌سبز و مقاوم به سرماست که برگ‌های سوزنی شکل دارند. کاج، صنوبر و سدر از جمله این گونه‌های گیاهی هستند.
پوشش جانوری این جنگل‌ها شامل جانورانی از جمله دارکوب‌ها، بازها، موش، خرس، گربه وحشی، روباه، گرگ، گوزن، موش‌های پوزه‌دار، خفاش‌ها، راسو، انواعی از خرگوش‌ها و انواعی از سنجاب‌ها می‌باشد.
قطع درختان به‌طور گسترده که همچنان در جنگل‌های شمالی ادامه دارد می‌تواند به زودی سبب نابودی کامل آن‌ها گردد.

#### جنگل‌های شمالی
اگرچه بعضی از نواحی جنگل‌های شمالی برای سوخت و کاغذسازی قطع شده‌اند، این منطقه از بسیاری از تغییرهایی که برای انواع دیگر جنگل‌ها رخ داده گریخته‌است. حدود ۱۲۰۰۰ سال پیش، اواخر دوران یخبندان که یخچال‌های طبیعی، عقب‌نشینی کردند جنگل‌های شمالی اندک‌اندک به سوی شمال پیش رفته‌اند. قسمت‌های عظیمی از این جنگل‌ها بر روی خاک یخ‌زده که به‌جز در قسمت سطحی در طول تابستان، همیشه یخ‌زده هستند رشد می‌کنند.

## بوم‌شناسی

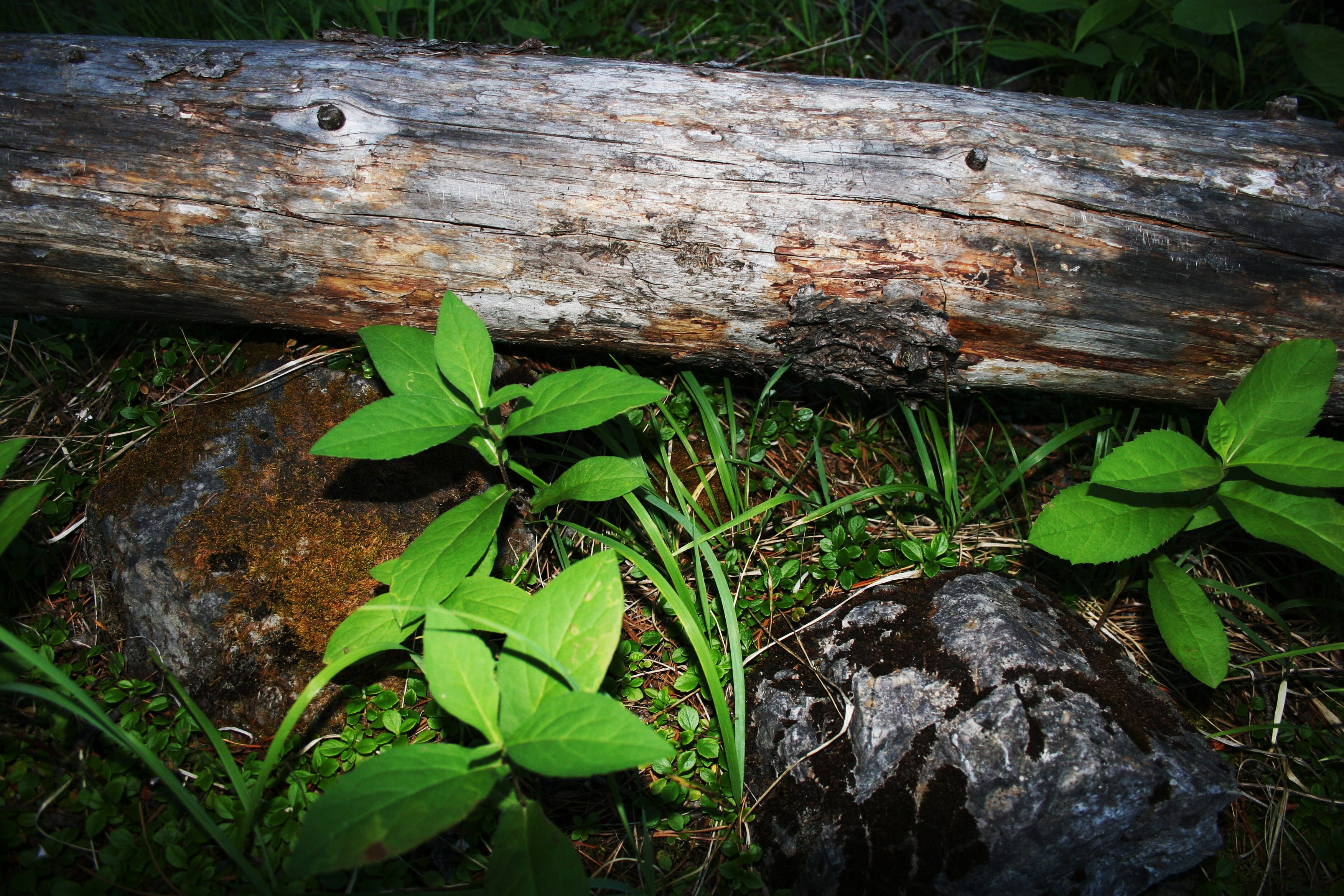
کُنده یک درخت جنگلی.

عوامل زیستی و غیر زیستی رویشگاه‌های جنگلی با تأثیرات متقابلی که برهم می‌گذراند، سبب برقراری و تداوم سیکل حیاتی در جنگل می‌شوند به عبارتی دیگر این تأثیرات دینامیک سبب ایجاد مراحل و فازهای تحولی در جنگل می‌شود. جوامع جنگلی گوناگون در نتیجه تأثیرات متقابل عوامل حیاتی و غیر حیاتی برهم در طی دوران بسیار طولانی که به میلیون‌ها سال قبل بر می‌گردد؛ توانسته‌اند بر پایهٔ ویژگی‌های اکولوژیکی و نیازهای زیستی خود، مناطق مختلفی را تحت پوشش خود قرار دهند. به عبارتی دیگر هر گونه گیاهی شرایط بوم‌شناختی خاصی را می‌تواند؛ تحمل کند و بر همین اساس در مناطق مختلف دنیا پوشش گیاهی متفاوتی را شاهد هستیم. به‌طوری‌که در عرض‌های جغرافیایی پایین جنگل‌های تروپیکال (مناطق حاره‌ای) را شاهدیم و با افزایش عرض جغرافیایی به ترتیب گونه‌های مناطق مدیترانه‌ای، معتدله خزان‌کننده و در نهایت گونه‌های سوزنی برگ همیشه سبز (مناطق بوره آل) را می‌توانیم مشاهده کنیم. اما این وضعیت در برخی مناطق به دلیل تفاوت‌هایی که در شرایط اکولوژیکی به وجود می‌آید از جمله شرایط توپوگرافیک (پستی و بلندی)، ادافیک (خاک)، بیوتیک (زیستی)، کلیماتیک (آب و هوا)، ممکن است مغایر با اصول کلی عنوان شده در بالا باشد. به‌طور مثال در ارتفاعات مناطق تروپیکال (حاره‌ای) چه بسا گونه‌های مناطق معتدله و… را شاهد هستیم. اما آنچه را که باید به آن اشاره نمود این است که اجزا اصلی تشکیل دهنده رویشگاه‌های جنگلی نیز مانند تمام جوامع زیستی در طول حیات خود همواره متأثر از عوامل طبیعی و غیرطبیعی، تحولات گوناگونی را سپری می‌نمایند.

## فواید
جنگل دارای فواید بیشماری است که بیشتر آن‌ها بر زندگی بشر اثر مثبتی می‌گذارند. در جنگل‌ها انواع قارچ‌ها، میوه‌ها و حتی ساقه‌های گیاهان و درختان دیده‌می‌شود که غذای عدهٔ زیادی از انسان‌ها را تشکیل می‌دهند.
درختان جنگل گاز دی‌اکسید کربن هوا را دریافت می‌کنند و طی عمل فتوسنتز، آن را تبدیل به اکسیژن می‌کنند. همچنین چوب درختانی جنگلی در ساختمان سازی، تهیهٔ کاغذ و تهیهٔ وسایل منزل کاربرد دارد.
جدای از همهٔ این‌ها، سایهٔ درختان جنگل‌های انبوه، هر آدمی را از گرمای طاقت فرسا نجات می‌دهد.

## تخریب جنگل‌ها
در جنگل‌های طبیعی شروع سیکل تمامی و تحملی در جنگل و به پیروی آن روند توسعه و پایداری در اکوسیستم‌های جنگلی همراه با مرحله تحولی «تخریب» همراه‌است؛ بنابراین یک درخت جنگلی پس از رسیدن به سن دیرزیستی فیزیولوژیک، یعنی زمانی که اندام‌های مختلف یک درخت جنگلی در نتیجه کهولت سن و پیری، دچار نارسایی شدند، در نتیجه اختلالاتی که در فعالیت‌های بیولوژیکی گیاه رخ می‌دهد، که نماد ظاهری آن خشک‌شدن شاخه‌ها و اندام‌های قسمت‌های هوایی درخت (تاج)، کوچک شدن سطح تاج پوشش درخت، پوسیده و توخالی شدن تنه در اثر حمله آفات و بیماری‌ها خواهد بود. در چنین شرایطی با حدوث یک باد سنگین و با بارش سنگین نزولات جوی (بخصوص برف)، ایجاد زلزله، صاعقه، زمین لغزش و سایر عوامل تخریب طبیعی، درختان مزبور افتاده و در نتیجه حفره‌هایی در تاج پوشش جنگل ایجاد می‌شود که در واقع روندهای تحولی در جنگل‌های دست نخورده (جنگل بکر) از همین نقطه آغاز می‌شود. (دلفان اباذری ۱۳۸۱). این مرحله تحول می‌تواند به‌طور نسبی طولانی (در یک سیکل طبیعی) یا کوتاه‌مدت (در نتیجه عوامل غیرمترقبه طبیعی) باشد (Emborg و همکاران ۲۰۰۰).
به دنبال ایجاد حفره در توده‌های جنگلی و تابش نور بر عرصه رویشگاه با مساعد بودن شرایط رویشگاهی و وجود بذر مناسب (به لحاظ کمی و کیفی)، گروه‌های زادآوری به تدریج حفره‌های موجود را پوشش می‌دهند که این مرحله از تحول تحت عنوان «مرحله تحولی تجدید حیات» نامیده می‌شود. گروه‌های زادآوری به مرور زمان و در نتیجه رقابت بین آنان بر میزان رشد قطری و ارتفاعی خود می‌افزاید و در این مرحله تعداد قابل توجهی از نهال‌ها مغلوب واقع شده و به تدریج حذف می‌شوند؛ ولی پایه‌های موجود بر میزان رشد خود همچنان خواهند افزود، این مرحله را در اصطلاح «مرحله تحولی صعود و افزایش رشد» یا «مرحله تحولی تشکیل توده» نامیده می‌شود. توده‌های جوان تشکیل شده در حفره‌ها، در مراحل اولیه به صورت یک جنگل جوان نسبتاً همسال به نظر می‌رسند که در اصطلاح تحت عنوان «فاز جنگل جوان» نامیده می‌شوند. در این توده‌ها به تدریج برخی از پایه‌ها که از شرایط رویشگاهی مطلوب تری مانند نور، رطوبت، خاک، جهت و… بهره‌مند هستند از نظر رشد قطری و ارتفاعی از سایر پایه‌ها پیشی گرفته و ضمن ایجاد تفاوت آشکوب، تفاوت‌هایی نیز از نظر قطر نمایان می‌سازند. در این مرحله جنگل دارای ساختار پلکانی خواهد بود و به عبارت دیگر درختان با قطر و ارتفاع متفاوتی در عرصه جنگل دیده می‌شوند که در اصطلاح این وضعیت را تحت عنوان «فاز تک‌گزیده» می‌توان نامگذاری نمود. با عبور از این مرحله و به تدریج درختان موجود در توده جنگلی به یک ساختار مشخصی می‌رسند که در آن درختان موجود دارای ارتفاع نسبی برابر (یک آشکوبه) و از نظر قطری نیز نزدیک به‌هم هستند. در این وضعیت جنگل به ظاهر به توده جنگلی همسال نزدیک است که از آن تحت عنوان «جنگل همسال دروغین» نیز اسم برده می‌شود، که این مرحله تحت عنوان «مرحله تحولی اپتیمال» نامگذاری می‌شود. تحولات در جنگل چنانچه تحت مداخلات شدید انسانی قرار نگیرد، در جنگل‌های طبیعی شمال ایران در یک سیکل طبیعی حدود ۲۰۰ تا ۲۵۰ سال به درازا می‌کشد (دلفان اباذری ۱۳۸۱ و Korpel ۱۹۹۵). اما در جنگلهایی که تحت مدیریت قرار می‌گیرند، دخالت‌های علمی سبب آن می‌شود که طول هر یک از این مراحل تحولی را کوتاه‌تر نموده و در ضمن ارزش‌های تولیدی درختان جنگلی را نیز افزایش می‌دهند.

## اهمیت حیاتی جنگل‌ها
جنگل‌ها اهمیتی حیاتی دارند زیرا مأوای متنوع‌ترین جوامع زیستی جهان و غنی‌ترین تنوع زیستی زمین هستند. در درون جنگل‌ها تعداد زیادی از داروهای بالقوه و هزاران هزار گونه دیده‌نشده و کشف‌نشده، پنهان هستند. همچنین جنگل‌ها توانایی تعدیل آب و هوای جهان را دارند و شرایط آب و هوایی کل زمین را پایدار نگه می‌دارند. این نقش آن‌ها به حدی مهم است که تخریب آن‌ها می‌تواند موجب تغییراتی در مقیاس عظیم و گسترده در آب و هوای کره زمین شود.
با کمال تأسف، قطع درختان بسیاری از جنگل‌های معتدله باستانی و دارای قدمت طولانی را که اهمیت حیاتی برای ما و برای تمامی گونه‌های زیستی جهان دارند رو به نابودی برده‌است. تقاضای فزاینده برای مسکن، کاغذ و انواع محصولات چوبی از حفاظت مطلوب جنگل‌ها جلوگیری کرده‌است و تنها عاملی که می‌تواند جلوی نابودی کامل آن‌ها را بگیرد استفاده عاقلانه تر و محتاطانه تر از جنگل‌ها و تلاش گسترده و جدی برای کاشت مجدد درختان در آنهاست. بهره‌برداری بی‌رویه از چوب‌های درختان جنگل‌ها، جنگل زدایی و کشاورزی به صورت سوزاندن زمین و به‌طور ضربتی در این بیوم‌ها و چرای بیش از حد دام در آن‌ها ضربات مهلکی بر این بیوم‌های ارزشمند هستند. تقاضای روزافزون انسان برای محصولات گوشتی به این وقایع دامن می‌زند. تخریب جنگل‌ها طی سال‌ها در حد وسیع و با سرعتی هولناک اتفاق افتاده‌است و در حال حاضر بسیاری از جنگل‌ها را از دست داده‌ایم و آینده بقیه آن‌ها در گرو این است که انسان، این گونه خردمند! هر چه سریعتر از خواب غفلت بیدار شود و بقایای این گنج گران‌بهای هستی را از نابودی مطلق نجات دهد.
جنگل‌های بیابانی
شامل مناطق کویری و نیمه کویری و استپی فلات که در دشت واقع هستند. اغلب درختچه و بوته دارد، مثل تاغ و گز و اسکنبیل و قیچ. مخلوط تاغ و گز هم جامعه تاغزار را به‌وجود می‌آورد. جاهایی که آب یا رود زیرقشری دارد تراکم این جوامع بیشتراست. گونه‌های موجود در این منطقه کلاه میرحسن، ریش‌بز، کاروان‌کش، شوره، اسکنبیل…
جنگل‌های فلات مرکزی (ایران و تورانی) شامل جنگل‌های بیابانی و کوهستانی
فلات ایران جزء مناطق خشک و نیمه خشک غیرجنگلی محسوب می‌شود که نیمی از سطح کشور را می‌پوشاند و دلایل آن خاک شور، بارندگی کم و گرمای زیاد است. وسعت این جنگل‌ها حدود سه میلیون هکتار برآورد شده‌است، چون خیلی وسیع (۳ میلیون هکتار) و ناهمواراست تنوع اقلیمی آن زیاد است و رویش‌های مختلف استپی و استپی کوهستانی و بیابانی را پدیدآورده است. چون آب زیرقشری در خاک وجود دارد و گونه‌ها به گرما و خشکی و شوری مقاوم هستند، درخت و درختچه و بوته به‌وجود آمده‌است که از لحاظ جنگل‌شناسی واقعاً جنگل نیستند ولی چون از آب و خاک و حیات وحش محافظت می‌کنند جنگل نامیده شده‌اند. خود این جنگل‌ها به دو دسته جنگل‌های بیابانی و جنگل‌های کوهستانی فلات مرکزی تقسیم می‌شود.